# Copey
Copey è un distretto della Costa Rica facente parte del cantone di Dota, nella provincia di San José.